# Station Portmarnock
Station Portmarnock  is een treinstation in Portmarnock in het Ierse graafschap Dublin. Het ligt aan de lijn Dublin - Belfast en aan de noordelijke tak van DART.  
Naar Dublin rijdt ieder half uur een DART-trein. Daarnaast stoppen de forensentreinen uit Drogheda in Malahide, waardoor er in de ochtendspits vrijwel om de tien minuten een trein richting Dublin vertrekt. In noordelijke richting rijden de meeste treinen tot Drogheda. In Dundalk is er een verbinding met Belfast.